# Apopestes phantasma
Apopestes phantasma là một loài bướm đêm trong họ Erebidae.